# Medovarce
Medovarce (allemand : Medowaritz,  hongrois : Méznevelő) est un village de Slovaquie situé dans la région de Banská Bystrica.

## Histoire
La première mention écrite du village date de 1156.

## Démographie

### Évolution de la population
| Année:               | 1994. | 2004.  | 2014.   | 2024.   |
| -------------------- | ----- | ------ | ------- | ------- |
| Nombre de personnes: | 250   | 247    | 238     | 218     |
| Différence:          |       | -1,2 % | -3,64 % | -8,40 % |

| Année:               | 2023. | 2024.   |
| -------------------- | ----- | ------- |
| Nombre de personnes: | 216   | 218     |
| Différence:          |       | +0,92 % |